# Осув (Любуське воєводство)
Осув (пол. Osów) — село в Польщі, у гміні Дрезденко Стшелецько-Дрезденецького повіту Любуського воєводства.
Населення — 315 осіб (2011).
У 1975-1998 роках село належало до Гожовського воєводства.

## Демографія
Демографічна структура станом на 31 березня 2011 року:
|          | Загалом | Допрацездатний вік | Працездатний вік | Постпрацездатний вік |
| -------- | ------- | ------------------ | ---------------- | -------------------- |
| Чоловіки | 155     | 39                 | 100              | 16                   |
| Жінки    | 160     | 45                 | 85               | 30                   |
| Разом    | 315     | 84                 | 185              | 46                   |